# Frits Bosch

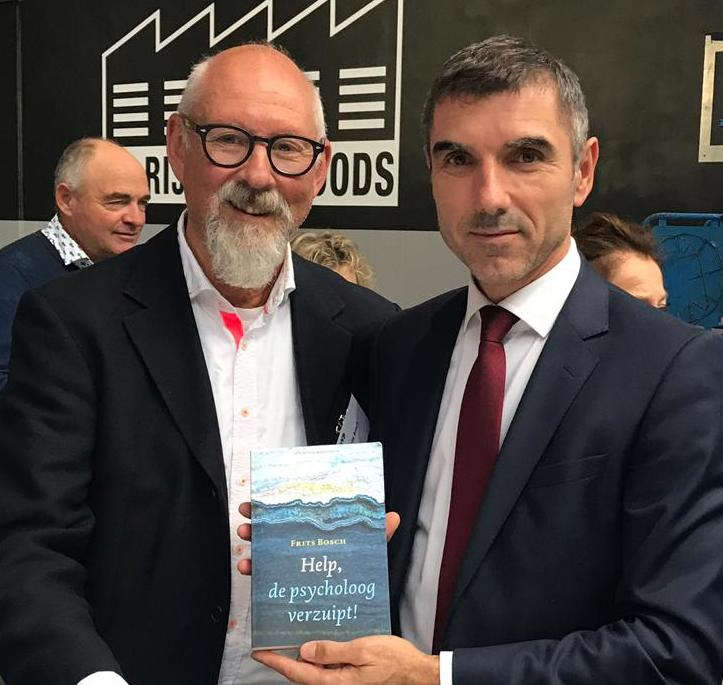
Frits Bosch (links) en staatssecretaris Paul Blokhuis bij de presentatie van Help, de psycholoog verzuipt!

Frits Bosch is een Nederlandse psycholoog en auteur.

## Levensloop
Bosch werkte sinds begin jaren 1980 als vrijgevestigd psycholoog in Haarlem en bekleedde verschillende bestuurlijke- en beleidsfuncties binnen regionale netwerken en landelijke beroepsverenigingen, waaronder het Nederlands Instituut van Psychologen (NIP) en de Landelijke Vereniging Eerstelijnspsychologen (LVE),  samen met NVVP voorloper van de Landelijke Vereniging van Vrijgevestigde psychologen en psychotherapeuten. In jaren 80 en 90 waren vrijgevestigde psychologen niet welkom in de eerstelijns hulp. In 1990 ontving hij van het NIP de Professionele Prijs voor zijn bijdrage aan de eerstelijnspsychologie. Aan het begin van de 21e eeuw kregen de psychologen in Nederland meer erkenning van de overheid en tweedelijnsorganisaties. In 2006 was Bosch redactielid van Handboek psychologie in de eerste lijn. Na de introductie van de marktwerking en bezuinigingen in de zorg volgde hij de "industriële ontwikkelingen" in de geestelijke gezondheidszorg kritisch en publiceerde hierover diverse artikelen en blogs. NRC Handelsblad publiceerde in 2022 een opiniestuk dat Bosch met twee anderen schreef. Zijn persoonlijke ervaringen en publicaties vormden de basis voor het boek Help, de psycholoog verzuipt!

## Boeken over familiegeschiedenis
Na zijn pensionering in 2017 richtte Bosch zich op genealogie, waarbij hij ontdekte dat zijn familie uit Zwitserland kwam. Een voorouder, met de naam Adam Bösch, was als huursoldaat naar Nederland gekomen. Samen met zijn vrouw bezocht Bosch de geboorteplaats van Adam, Stein in Zwitserland, waar ze de doopakte uit 1762 in het plaatselijke doopboek terugvonden. Deze ontdekking vormde de inspiratie voor zijn historische roman De Tromslager. Gedeserteerd uit het leger van Napoleon, over een getrouwde Zwitserse boerenzoon die in het Staatse leger dient en van kamp wisselt. Hij deserteert, duikt onder en begint een nieuw leven in Den Helder. Het NRC Handelsblad las het als een jongensboek en noemde het goed geschreven en gedocumenteerd.
In 2024 publiceerde Bosch De Jutter. Een 19e-eeuws familieverhaal, een onafhankelijk te lezen vervolg op De Tromslager, waarin hij het leven van Adams zoon Paulus (1816-1892) beschrijft, gecombineerd met fictie. Dit werk was in 2024 finalist bij de Schepperle Award voor bijdragen aan familiekunde, genetica en/of heraldiek. Volgens de Nederlandse Genealogische Vereniging dreigde een overmaat aan feiten over Paulus Bosch, maar werd het door verhaaltechnische ingrepen een interessant boek voor een grote groep lezers, waarin feiten en fictie mooi samenkomen.